# Wydział rady narodowej
Wydział rady narodowej – ustawowo określone komórka organizacyjna rady narodowej, mająca na celu prawidłowo ustalone kompetencji organów wykonawczych oraz uprawnień nadzorczych, niezbędnych dla realizacji jednolitej polityki administracyjnej w kraju.

## Powoływanie wydziałów
Na podstawie ustawy z 1958 r. o radach narodowych określone nazwy wydziałów występujących w radach narodowych. Ustanowienie wydziałów rad narodowych obejmowało wojewódzkie rady narodowe, powiatowe rady narodowe oraz gromadzkie rady narodowe.

## Rodzaje wydziałów
Wydziały, jako terenowe organy administracji państwowej, kierowały poszczególnymi dziedzinami spraw należących do właściwości rad narodowych. Wydziały były tworzone przez prezydium rad narodowych określając ich organizację wewnętrzną i szczegółowy zakres działania.
W strukturze organizacyjnej rad narodowych wyodrębniono następujące wydziały:
- ochrony porządku i bezpieczeństwa publicznego;
- rolnictwa;
- przemysłu terenowego i rzemiosła;
- budownictwa terenowego, inspekcji budowlanej, zabudowy miast i wsi;
- gospodarki komunalnej i mieszkaniowej;
- handlu wewnętrznego;
- skupu;
- budowy i utrzymania dróg oraz transportu drogowego;
- gospodarki wodnej;
- oświaty i kultury;
- zdrowia, kultury fizycznej i turystyki;
- zatrudnienia;
- rent i pomocy społecznej;
- finansów;
- inne sprawy administracji państwowej.

Prezydium rady narodowej zamiast wydziałów mogły tworzyć zarządy, oddziały, referaty, kolegialne komisje lub urzędy o innej nazwie.

## Kierowanie wydziałami
Na czele wydziałów stali kierownicy, którzy ponosili odpowiedzialność za ich pracę i jej wyniki. Kierowników wydziałów powoływało i odwoływało prezydium rady narodowej. Prezydium rady narodowej rozpatrywało sprawozdania z działalności wydziałów.
Wydziały działały zgodnie z wytycznymi i zarządzeniami swojego prezydium oraz zgodnie z wytycznymi odpowiednich wydziałów wyższego stopnia i właściwego ministra.
W gromadzkiej radzie narodowej zamiast wydziałów tworzone były biura, którymi kierował sekretarz gromadzki. Zasady i tryb powoływania sekretarza gromadzkiego oraz jego obowiązki i prawa określała Rada Ministrów w drodze rozporządzenia.